# Papageien-Täubling
Der Papageien-Täubling (Russula ionochlora) ist ein Pilz aus der Familie der Täublingsverwandten. Er ist etwas kleiner und zerbrechlicher als der sehr ähnliche Taubentäubling und seine Hutfarben sind bunter und variabler. Der Täubling bevorzugt bodensaure Buchenwälder und wird auch Cremeblättriger Bunt-Täubling oder Kleiner Frauentäubling genannt.

## Merkmale

### Makroskopische Merkmale
Der Hut ist 4–7 (–10) cm breit, jung fast kugelig und später abgeflacht. Der Rand ist oft etwas unregelmäßig gewellt. Der Hut weist verschiedene, stark variierende Farbtöne auf. Normalerweise hat er eine grauviolette, äußere Zone und ein grünliches Zentrum. Die Übergangszone dazwischen ist meist lila gefärbt. Die Mitte kann aber auch gelblich bis creme-ocker ausbleichen. Die glatte Huthaut ist glänzender als beim Taubentäubling und bis etwa zur Hälfte abziehbar.
Die gedrängt stehenden, schmalen Lamellen sind blass cremefarben und brüchig. Sie sind oft leicht gegabelt und am Stiel fast frei. Auch das Sporenpulver ist blass cremefarben (IIa nach Romagnesi).
Der Stiel ist 3–7 cm und 1–2 cm breit und oft leicht deformiert. Er ist meist weiß, bisweilen aber auch schwach violett überlaufen.
Auch das Fleisch ist weiß, an der Stielbasis mitunter auch etwas gelblich. An Fraßstellen färbt es sich rosa und direkt unter der Huthaut ist es violett. Das Fleisch riecht schwach fruchtig und schmeckt mild, junge Fruchtkörper können besonders in den Lamellen auch leicht schärflich schmecken. Die Guajakreaktion ist schwach oder variabel.

### Mikroskopische Merkmale
Die eiförmig 6,5–7,5 µm langen und 5–6 μm breiten Sporen haben bis 0,5 μm hohe Warzen, die meist vereinzelt, gelegentlich aber auch in kurzen Ketten stehen. Zwischen den Warzen sind keine feinen Linien ausgebildet.
Die Hyphen-Endzellen in der Huthaut sind in der Regel breit zylindrisch und haben abgerundete Enden. Die Stützzellen sind rechteckig etwas aufgeblasen. Die Pileozystiden sind sehr variabel, aber meist keulig und nicht septiert.

## Ökologie
Der Papageientäubling ist wie alle Täublinge ein Mykorrhizapilz, der mit verschiedenen Laubbäumen eine Symbiose eingeht. Sein bevorzugter Symbiosepartner ist die Rotbuche, er kann aber auch mit Eichen, Hainbuchen und Haselnuss eine symbiotische Beziehung eingehen.
Man findet den Täubling meist in bodensauren Buchenwäldern, wie Waldmeister-Rotbuchenwäldern oder Hainsimsen Buchenwäldern oder seltener in Tannen-Buchenwäldern, sowie in den entsprechenden Eichen-Mischwäldern, wie Sternmieren-Hainbuchen-Eichenwäldern. Gelegentlich kann man ihn auch in Parkanlagen finden.
Der Täubling mag frische, saure, sandig-humose, kalk- und basenarme Böden, ist aber relativ nährstofftolerant. Die Fruchtkörper erscheinen von Juni bis Oktober im Tief- und Bergland.

## Verbreitung

Europäische Länder mit Fundnachweisen des Papageien-Täublings.
Legende:
Länder mit Fundmeldungen
Länder ohne Nachweise
keine Daten
außereuropäische Länder

Der Papageientäubling ist eine Art, die ein gemäßigtes Klima bevorzugt. Er ist in Nordamerika (USA), Nordafrika (Algerien, Marokko), Nordasien (Ostsibirien) und Europa vorbereitet.
In Deutschland kommt der Täubling in allen Bundesländern vor, er ist aber insgesamt nur lückig verbreitet. Da er bodensaure Standorte bevorzugt, ist er in Kalkgebieten selten oder fehlt ganz.

## Systematik
Der Papageitäubling wird in die Subsektion Griseinae gestellt, einer Untersektion der Sektion Heterophyllea. Die Subsektion enthält mittel- bis große Arten mit grauem, grünem, violettem oder olivfarbenem Hut. Die an sich mild schmeckenden Pilze haben leicht schärfliche Lamellen, ihr Sporenpulver ist cremefarben bis ocker.

## Bedeutung
Der Papageientäubling gilt gemeinhin als sehr guter Speisepilz.